# Dânich-mendiya
Dânich-mendiya règne sur le khanat de Djaghataï entre 1346 et 1348. Il est porté sur le trône par l'émir Kazgan, chef de la classe dirigeante turque, à la place du djaghataïde Qazan. C'est le second  descendant d’Ögödei à régner sur la Transoxiane. Deux ans plus tard l’émir Kazgan le détrône et le tue pour le remplacer par le petit-fils de Douwa, le djaghataïde Bouyankouli.

## Sources
- René Grousset, L’empire des steppes, Attila, Gengis-Khan, Tamerlan, Paris, Payot, 1938, quatrième édition, 1965, (version .pdf) 669 (présentation en ligne, lire en ligne)